# Пиаже, Жан

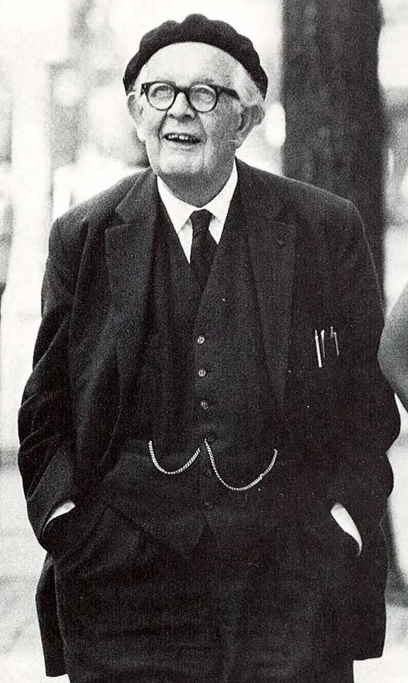

Жан Вильям Фриц Пиаже́ (фр. Jean William Fritz Piaget; 9 августа 1896, Невшатель, Швейцария — 16 сентября 1980, Женева, Швейцария) — швейцарский психолог и философ, известен работами по изучению психологии детей, создатель теории когнитивного развития. Основатель Женевской школы генетической психологии, позднее Ж. Пиаже развил свой подход в науку о природе познания — генетическую эпистемологию.

## Биография
Жан Пиаже родился в городе Невшатель, столице франкоговорящего кантона Невшатель Швейцарии. Его отец, Артур Пиаже, был профессором средневековой литературы в Невшательском университете, а мать, Ребекка Джексон, была родом из Франции. Свою долгую научную карьеру Пиаже начал в возрасте одиннадцати лет, когда опубликовал в 1907 году небольшую заметку о воробьях-альбиносах. За свою научную жизнь Пиаже написал более 60 книг и несколько сотен статей.
Пиаже начал рано интересоваться биологией, особенно моллюсками, опубликовал несколько научных работ до окончания школы. В результате ему даже предложили престижную должность смотрителя коллекции моллюсков в Женевском музее Натуральной истории. К 20 годам он стал признанным малакологом.
Когда Жану Пиаже было 15, его бывшая няня написала письмо к его родителям, в котором приносила извинения за свою ложь о спасении их ребёнка от похищения. После Пиаже был удивлен и восхищен тем, как его сознание спроектировало воспоминание о событии, которого на самом деле не было.
В 1918 году Пиаже защитил диссертацию по естественным наукам и получил степень доктора философии в Невшательском университете, также он какое-то время учился в Цюрихском университете. Во время обучения ученый написал две работы по философии, но после сам отверг их, считая лишь мыслями подростка. Так же в это время он начинает увлекаться психоанализом, очень популярным в то время направлением психологической мысли.
После получения учёной степени Пиаже переезжает из Швейцарии в Париж, где преподаёт в школе для мальчиков на улице Гранд-о-Велль, директором которой был Альфред Бине, создатель теста IQ. Помогая обрабатывать результаты IQ теста, Пиаже заметил, что маленькие дети постоянно дают неправильные ответы на некоторые вопросы. Однако он фокусировался не столько на неправильных ответах, сколько на том, что дети совершают одинаковые ошибки, которые не свойственны более старшим людям. Это наблюдение привело Пиаже к теории, что мысли и когнитивные процессы, свойственные детям, существенно отличаются от таковых, свойственных взрослым. В дальнейшем он создал общую теорию стадий развития, утверждающую, что люди, находящиеся в одной стадии своего развития, проявляют схожие общие формы познавательных способностей. В 1921 году Пиаже возвращается в Швейцарию и становится директором Института Руссо в Женеве.

В 1923 году Пиаже женился на Валентин Шатенау, которая была его студенткой. Семейная пара имела трёх детей, которых Пиаже изучал с самого детства. В 1929 году Пиаже принял приглашение занять пост директора Международного бюро просвещения, во главе которого он оставался до 1968 года.
Каждый год он составлял речи для Совета МБП и Международной конференции по народному образованию, а в 1934 году Пиаже заявил, что «только образование способно спасти наше общество от возможного краха, моментального или постепенного».
С 1955 по 1980 он был директором Международного центра генетической эпистемологии. В 1964 году Пиаже пригласили выступить в качестве главного консультанта на двух конференциях Корнельском университете и Калифорнийском университете в Беркли. На конференциях обсуждалась взаимосвязь когнитивных исследований и разработки учебных программ.
В 1979 году ученому присудили премию Бальцана по общественным и политическим наукам. David Elliot Loye в 2008 отмечал: "Мы сосредоточились на когнитивном развитии, о котором он писал, и забыли о работе по моральному развитию, которая была ранее, но она была самой блестящей из всех".
Жан Пиаже умер в 1980 году и был похоронен, в соответствии с его просьбой, вместе со своей семьёй в Женеве.

## Научное наследие

### Особенности психики ребёнка
Основная статья: Ранняя концепция Ж. Пиаже о развитии мышления ребёнка
В начальный период своей деятельности Пиаже описал особенности представлений детей о мире:
- неразделённость мира и собственного Я,
- анимизм (вера в существование души и духов и в одушевлённость всей природы),
- артификализм (восприятие мира как созданного руками человека).

Для их объяснения использовал понятие эгоцентризма, под которым понимал определённую позицию по отношению к окружающему миру, преодолеваемую за счёт процесса социализации и влияющую на конструкции детской логики: синкретизм (связывание всего со всем), невосприятие противоречий, игнорирование общего при анализе частного, непонимание относительности некоторых понятий. Все эти феномены находят наиболее яркое выражение в эгоцентрической речи.

### Теория интеллекта
В традиционной психологии детское мышление рассматривалось как более примитивное, по сравнению с мышлением взрослого человека. Но, согласно Пиаже, мышление ребёнка можно характеризовать как качественно иное, своеобразное и отличительно особенное по своим свойствам.
Пиаже разработал свой метод при работе с детьми — метод сбора данных посредством клинической беседы, в ходе которой экспериментатор задает ребёнку вопросы или предлагает
определенные задания, и получает ответы в свободной форме. Целью клинической беседы является выявление причин, приводящих к возникновению симптомов.

#### Адаптивная природа интеллекта
Развитие интеллекта происходит за счет адаптации субъекта к изменяющейся среде. Пиаже ввел понятие равновесия как основную жизненную цель индивида. Источником познания служит активность субъекта, направленная на восстановление гомеостаза. Равновесие между воздействием организма на среду и обратным воздействием среды — обеспечивается адаптацией, то есть уравновешивание субъекта с окружающей средой происходит на основе равновесия двух разнонаправленных процессов — ассимиляции и аккомодации. С одной стороны, действие субъекта
влияет на окружающие его объекты, а с другой — среда влияет на субъект обратным действием.
Биологическое созревание субъекта не является определяющим для развития индивида, оно лишь создает предпосылки развития.

#### Развитие структур интеллекта
Развитие психики происходит в процессе социализации. Опыт сохраняется в виде схем действия. В определенный момент развития ребёнка схемы действия превращаются в операции. В своей теории Пиаже описывает интеллект как систему операций.
Операции представляют собой интериоризированные умственные действия, скоординированные в систему с другими действиями и обладающие свойствами обратимости, которые обеспечивают сохранение основных свойств объекта.
Пиаже описывает интеллектуальное развитие в виде различных группировок, аналогичных математическим группам. Группировка — закрытая и обратимая система, в которой все операции, объединенные в целое, подчиняются 5 критериям:
- Комбинативность: А + В = С
- Обратимость: С — В = А
- Ассоциативность: (А + В) + С = А + (В + С)
- Общая операция идентичность: А — А = 0
- Тавтология: А + А = А.

#### Развитие мышления ребёнка
Основная статья: Ранняя концепция Ж. Пиаже о развитии мышления ребёнка
Мышление ребёнка проходит 3 стадии: аутистическое (0—2/3 года), эгоцентрическое (2/3—11/12) и социализированное мышление.
Аутистическое мышление — это детские фантазии, грезы, образы.
Характерные черты аутистического мышления:
- врожденно
- подчинено принципу удовольствия,
- бессознательно,
- не направлено на внешний мир,
- не приспосабливается под внешние условия.

Эгоцентрическое мышление занимает промежуточный этап между логикой аутистической и логикой социализированной, разумной. Переход к эгоцентрическому мышлению связан с отношениями принуждения — ребёнок начинает соотносить принципы удовольствия и реальности.
Пиаже описывает эгоцентризм как познавательную позицию ребёнка в отношении окружающего мира, когда явления и объекты рассматриваются только по отношению к себе. Ребёнок, находящийся на стадии эгоцентризма, не способен координировать различные точки зрения на предмет.
Эгоцентрическая мысль остается аутистической по структуре, но в данном случае интересы ребёнка не направлены исключительно на удовлетворение органических потребностей или потребностей игры, как это происходит в случае аутистической мысли, а направлены также и на умственное приспособление, которое, в свою очередь, подобно мысли взрослого человека.
Синкретизм рассматривается Ж. Пиаже как прямой результат детского эгоцентризма и является основной характеристикой детского мышления, которая объясняет неспособность ребёнка к логическому рассуждению из-за тенденции заменять синтез соположением.
Пиаже считал, что стадии развития мышления отражаются через нарастание коэффициента эгоцентрической речи (коэффициент эгоцентрической речи = отношение эгоцентрических высказываний к общему количеству высказываний). Согласно теории Ж. Пиаже эгоцентрическая речь не выполняет коммуникативной функции, для ребёнка важен лишь интерес со стороны собеседника, но он не
пытается встать на сторону собеседника. От 3 до 5 лет коэффициент эгоцентрической речи нарастает, далее происходит его снижение, примерно до 12 лет.
В 7—12 лет происходит вытеснение эгоцентризма из сферы восприятия.
Характеристики социализированного мышления:
- подчинено принципу реальности,
- формируется прижизненно,
- направлено на познание и преобразование внешнего мира,
- выражено в речи.

#### Виды речи
Основная статья: Ранняя концепция Ж. Пиаже о развитии мышления ребёнка
Пиаже разделяет детскую речь на две большие группы: эгоцентрическая речь и социализированная речь.
Эгоцентрическая речь, по мнению Ж. Пиаже, является таковой, потому что ребёнок говорит лишь о себе, не пытаясь встать на место собеседника. У ребёнка нет цели воздействовать на собеседника, донести до него какую-то мысль или идею, важен лишь видимый интерес собеседника.
Ж. Пиаже делит эгоцентрическую речь на три категории: монолог, повторение и «монолог вдвоем».
1. Повторение (эхолалия). Речь и идет лишь о повторении слов и слогов, ребёнку просто нравится их повторять, при этом не преследуется ни цели обращения к кому-то, ни цели осмысленного произношения.
2. Монолог. Ребёнок говорит сам с собой, он будто думает вслух. Он ни к кому не обращается. Для ребёнка слово является близким к действию, в отличие от взрослых людей[27].
3. Монолог вдвоем или коллективный монолог. «Внутреннее противоречие этого названия хорошо демонстрирует парадоксальность детских разговоров, во время которых каждый приобщает другого к своей мысли или действию в данный момент, но не заботится о том, чтобы и, в самом деле, быть услышанным или понятым. Позиция собеседника никогда не принимается в расчет, собеседник — только возбудитель»[28].

Нарастание коэффициента эгоцентрической речи происходит от 3 до 5 лет, но после, независимо от среды и внешних факторов, коэффициент эгоцентрической речи начинает уменьшаться. Таким образом, эгоцентризм уступает место децентрации, а эгоцентрическая речь уступает место социализированной. Социализированная речь, в отличие от эгоцентрической, выполняет конкретную функцию сообщения, коммуникативного воздействия.
Последовательность развития речи и мышления, согласно теории Ж. Пиаже, находятся в следующей последовательности: вначале возникает внеречевое аутистическое мышление, которое сменяет эгоцентрическая речь и эгоцентрическое мышление, после «отмирания» которых и рождаются социализированная речь и логическое мышление.

### Стадии развития интеллекта
Основная статья: Стадии развития интеллекта (Ж. Пиаже)
Пиаже выделял следующие стадии развития интеллекта.

#### Сенсо-моторный интеллект (0—2 года)
Из названия становится ясно, что этот тип интеллекта касается сенсорной и моторной сфер. В данный период дети открывают
для себя связь между своими действиями и их последствиями. С помощью органов чувств и моторики ребёнок исследует окружающий его мир, с каждым днем его
представления о предметах и объектах совершенствуются и расширяются. Ребёнок начинает использовать самые простые действия, но постепенно переходит к
использованию более сложных действий. 
Путём бесчисленных «экспериментов» ребёнок начинает формировать понятие о себе как о чем-то отдельном от внешнего мира. На этой стадии возможны только непосредственные манипуляции с вещами, но не действия с символами, представлениями во внутреннем плане. На протяжении периода сенсо-моторного интеллекта постепенно развивается организация перцептивных и двигательных взаимодействий с внешним миром. Это развитие идёт от ограниченности врождёнными рефлексами к связанной организации сенсо-моторных действий по отношению к
непосредственному окружению.

#### Подготовка и организация конкретных операций (2—11 лет)
Подпериод дооперациональных представлений (2—7 лет)
На стадии дооперациональных представлений совершается переход от сенсо-моторных функций к внутренним — символическим, то есть к действиям с
представлениями, а не с внешними объектами. Один символ представляет собой определенную сущность, которая может символизировать другую. Например, ребёнок во время игры может использовать коробку, словно это стол, кусочки бумаги могут быть для него тарелками. Мышление ребёнка все еще эгоцентрично, он с трудом готов принять точку зрения другого человека.
Игра на данном этапе характеризуется деконтекстуализацией и заменой объектов, представляющих другие предметы. Отсроченные имитации ребёнка и речь также раскрывают возможности использования символов. Несмотря на то, что дети 3—4х лет могут мыслить символически, их слова и образы еще не имеют логической организации. Данная стадия названа Пиаже дооперациональной, поскольку ребёнок еще не
понимает определенных правил, или операций. Например, если перелить воду из высокого и узкого стакана в низкий и широкий, то количество воды не изменится — и взрослые знают это, могут в уме проделать данную операцию, представить процесс. У ребёнка на дооперациональной стадии когнитивного развития представление об обратимости и других мысленных операциях довольно слабое или отсутствует. 
Еще одной ключевой характеристикой дооперациональной стадии мышления ребёнка является эгоцентризм. Ребёнку на этой стадии развития тяжело осознать чужую точку зрения, они полагают, что все остальные воспринимают окружающий мир так же, как они.
Пиаже считал, что эгоцентризмом объясняется ригидность мышления на дооперациональной стадии. Поскольку маленький ребёнок не может оценить чужую точку зрения, следовательно, он не в состоянии пересмотреть свои идеи, принимая во внимание изменения в окружающей среде. Отсюда их неспособность производить обратные операции или учитывать сохранение количества.
Подпериод конкретных операций (7—11 лет)
На этой стадии исправляются ошибки, которые ребёнок допускает на дооперациональной стадии, однако они исправляются по-разному и не все сразу. 
Из названия данной стадии становится понятно, что речь пойдет об операциях, а именно о логических операциях и принципах, которые используются для решения проблем. Ребёнок на этой стадии не только способен использовать символы, но он также может осуществлять манипуляции с ними на логическом уровне. Смысл определения «конкретная» операция, которое входит в название этой стадии, заключается в том, что операциональное решение проблем (то есть решение, основанное на обратимых умственных действиях), происходит по отдельности для каждой проблемы и зависит от её содержания. Например, физические понятия усваиваются ребёнком в такой последовательности: количество, длина и масса, площадь, вес, время и объем. 
Важным достижением этого периода является овладение понятием обратимости, то есть ребёнок начинает понимать, что последствия одной операции могут быть аннулированы при помощи совершения обратной операции. 
Примерно в 7—8 лет ребёнок овладевает понятием сохранения вещества, например, он понимает, что, если из шарика пластилина сделать много маленьких шариков, то количество пластилина не изменится. 
На стадии конкретных операций действия с представлениями начинают объединяться, координироваться друг с другом, образуя системы интегрированных действий, называемые операциями. У ребёнка появляются особые познавательные структуры, называемые группировками (например, классификация), благодаря
которым ребёнок приобретает способность совершать операции с классами и устанавливать логические отношения между классами, объединяя их в иерархии, тогда как раньше его возможности были ограничены трансдукцией и установлением ассоциативных связей.
Ограниченность этой стадии состоит в том, что операции могут совершаться только с конкретными объектами, но не с высказываниями. Операции логически структурируют совершаемые внешние действия, но аналогичным образом структурировать словесное рассуждение они ещё не могут.

#### Формальные операции (11—15 лет)
Ребёнок, находящийся на стадии конкретных операций, сталкивается со сложностью применять свои способности в абстрактных ситуациях, то есть ситуациях, которые не представлены в его жизни. Если взрослый скажет «не дразни этого мальчика, потому что у него есть веснушки. Тебе бы было приятно, если бы так обращались с тобой?», ответ ребёнка был бы таким: «Но у меня нет веснушек, поэтому никто не будет меня дразнить!»
Осознать абстрактную реальность, отличную от его реальности, для ребёнка на стадии конкретных операций слишком сложно. Ребёнок на этой стадии может придумывать ситуации и воображать объекты, которых не существует в действительности.
Основная способность, появляющаяся на стадии формальных операций (от 11 приблизительно до 15 лет), — способность иметь дело с возможным, с гипотетическим, а внешнюю действительность воспринимать как частный случай того, что возможно, что могло бы быть. Познание становится гипотетико-дедуктивным. Ребёнок приобретает способность мыслить предложениями и устанавливать формальные отношения (включение, конъюнкция, дизъюнкция и т. п.) между ними. Ребёнок на этой стадии также способен систематически выделить все переменные, существенные для решения задачи, и систематически перебрать все возможные комбинации этих переменных.

### Язык и мышление
Что касается соотношения языка и мышления в когнитивном развитии, Пиаже полагает, что «язык не полностью объясняет мышление, поскольку структуры, которые характеризуют это последнее, уходят своими корнями в действие и в сенсомоторные механизмы более глубокие, чем языковая реальность. Но всё же очевидно, что чем более сложными становятся структуры мышления, тем более необходимым для завершения их обработки является язык. Следовательно, язык — это необходимое, но не достаточное условие построения логических операций».

## Критика Ж. Пиаже в советской психологии
В книге «Мышление и речь» (1934) Л. С. Выготский вступил в заочную дискуссию с Пиаже по вопросу об эгоцентрической речи. Рассматривая работы Пиаже как крупный вклад в развитие психологической науки, Л. С. Выготский упрекал его в том, что Пиаже подходил к анализу развития высших психических функций абстрактно, без учёта социальной и культурной среды. К сожалению, Пиаже смог ознакомиться с взглядами Выготского лишь много лет спустя после ранней смерти Выготского.
Различия взглядов Пиаже и ряда советских психологов проявляются в понимании источника и движущих сил психического развития. Пиаже рассматривал умственное развитие как спонтанный, независимый от обучения процесс, который подчиняется биологическим законам. Советские психологи видели источник умственного развития ребёнка в его среде, а само развитие рассматривали как процесс присвоения ребёнком общественно-исторического опыта. Отсюда понятна роль обучения в психическом развитии, которую особенно подчёркивали отечественные психологи советского периода и которую, по их мнению, недооценивал Пиаже. Критически анализируя операциональную концепцию интеллекта, предложенную Пиаже, советские специалисты не рассматривали логику как единственный и основной критерий интеллекта и не оценивали уровень формальных операций как высший уровень развития интеллектуальной деятельности. Экспериментальные исследования (Запорожец А. В., Гальперин П. Я., Эльконин Д. Б.) показали, что не логические операции, а ориентировка в предметах и явлениях есть важнейшая часть всякой человеческой деятельности и от её характера зависят результаты этой деятельности.

## Работы Пиаже
- Пиаже Ж. Избранные психологические труды. — М., 1994. В том числе:
  - Психология интеллекта.
  - Генезис числа у ребёнка.
- Пиаже Ж. Речь и мышление ребёнка. — М., 1994.
- Пиаже Ж. Схемы действия и усвоение языка // Семиотика. — М., 1983. — С. 133—136.
- Пиаже Ж. Генетический аспект языка и мышления // Психолингвистика. — М., 1984.
- Пиаже Ж. Генетическая эпистемология. — СПб.: Питер, 2004. — 160 с. — ISBN 5-318-00032-0 (а также: Вопросы философии. — 1993. — № 5).
- Пиаже Ж. Моральное суждение у ребёнка. — М.: Академический проект, 2006. — 480 с. — ISBN 5-8291-0739-2.
- Пиаже Ж. Психология интеллекта. — Питер, 2004
- Пиаже Ж. Восприятие мира у детей.  —СПб.: Питер, 2025. — 400 с.: ил. — (Серия «Мастера психологии»). ISBN 978-5-4461-4116-6